# Al-Izzijat
Al-Izzijat (arab. العزيّات, Al-Izzīyāt) – wieś w północno-wschodniej Libii, w gminie Darna, przy drodze Al-Charruba–At-Timimi, w odległości 40 km na zachód od At-Timimi i 40 km na wschód od Al-Machili.